# Don't Leave Me (bài hát của BTS)
"Don't Leave Me" là một bài hát của nhóm nhạc nam Hàn Quốc BTS trong album phòng thu tiếng Nhật thứ ba của nhóm, Face Yourself (2018). Được phát hành thông qua Universal Music Japan, nó là đĩa đơn thứ ba trong album và cũng là nhạc phim cho bộ phim truyền hình Nhật Bản Signal (2018).

## Đón nhận
Nó đạt vị trí số 1 trên bảng xếp hạng World Digital Songs của Hoa Kỳ, trở thành đĩa đơn quán quân thứ bảy của nhóm trên bảng xếp hạng và tiếp tục củng cố vị trí của họ với tư cách là nghệ sĩ Hàn Quốc có nhiều đĩa đơn quán quân nhất trên bảng xếp hạng nói trên.

## Bảng xếp hạng

### Bảng xếp hạng hàng tuần
| Bảng xếp hạng (2018)                    | Vị trí cao nhất |
| --------------------------------------- | --------------- |
| Finland Digital Song Sales (Billboard)  | 4               |
| France (SNEP)                           | 91              |
| Japan Digital Singles (Oricon)          | 18              |
| Japan (Japan Hot 100)                   | 21              |
| South Korean International (Gaon)       | 20              |
| US World Digital Song Sales (Billboard) | 1               |

### Bảng xếp hạng cuối năm
| Bảng xếp hạng (2018)  | Vị trí |
| --------------------- | ------ |
| Japan (Japan Hot 100) | 96     |

## Doanh số
| Quốc gia                  | Doanh số |
| ------------------------- | -------- |
| Japan (Oricon)            | 4,611    |
| United States (Billboard) | 9,000    |